# Microspizias
Microspizias (лат.) — род хищных птиц из семейства ястребиных (Accipitridae). В состав рода включают два вида:
- Microspizias superciliosus (Linnaeus, 1766) — Ястреб-крошка
- Microspizias collaris (Sclater, 1860) — Полуошейниковый ястреб

Ранее оба вида относили к роду Accipiter, но в отчете за 2021 год, основанном на более ранних исследованиях, которые показали, что они сильно отличаются филогенетически, для них был описан новый род (Microspizias). Название рода происходит от  μικρος — «маленький» и др.-греч. σπιζιας — «ястреб».